# Gabi Herz
Gabi Herz (* 26. Februar 1964 als Gabriela Herz) ist eine deutsche Schauspielerin.

## Leben
Gabi Herz erhielt von 1985 bis 1988 eine Tanz-, Gesang- und Schauspielausbildung am von Peter Weck gegründeten „Studio an der Wien“ im Theater an der Wien (Theater an der Wien Studios, Peter-Weck-Schule) und am Internationalen Ballettzentrum Michael Tietz in Berlin bei Yvonne Vendrig.
Nach ihrem Abschluss war Herz in der Spielzeit 1988/89 unter der Intendanz von Eberhard Witt am Niedersächsischen Staatstheater Hannover engagiert, wo sie u. a. die Nina im Tschechow-Drama Die Möwe spielte. Es folgten Engagements am Renaissance-Theater Berlin (1991) und am Theater am Turm in Frankfurt am Main (1992). Von 1993 bis 1995 war sie unter der Leitung von Heiner Müller fest am Berliner Ensemble engagiert, wo sie mehrfach mit Peter Zadek arbeitete. 1998 spielte sie, an der Seite von Ulrich Mühe, Susanne Lothar, Uwe Bohm, Knut Koch, Philipp Hochmair und August Diehl, unter Zadeks Regie in der deutschen Erstaufführung von Sarah Kanes Drama Gesäubert, die als Gemeinschaftsproduktion der Hamburger Kammerspiele und der Wiener Festwochen gezeigt wurde. Mit dieser Produktion, in der sie eine Peepshow-Tänzerin spielte, gastierte sie 1999 auch beim Berliner Theatertreffen. In Paulus Mankers Alma-Inszenierung war sie in Wien und Lissabon (Convento dos Inglesinhos) als Oskar Kokoschkas Dienstmädchen Reserl zu sehen.
Im Dezember 2005 spielte sie im „Theaterdiscounter Berlin“ die Charlotte in Lars Noréns Schauspiel Nachtwache. Gabi Herz trat außerdem beim Jungen Theater Bremen (2005), an den Vereinigten Bühnen Bozen (2006) und am Berliner Arbeiter-Theater (2008) auf. Im Mai 2012 verkörperte sie im „Theaterdiscounter Berlin“ neben Deborah Kaufmann (Helena), Susanne Bormann (Iphigenie/Kassandra), Jule Gruner (Hekabe), Gina Henkel (Andromache) und Beat Marti (Agamemnon) die Rolle der Klytämnestra in Tom Lanoyes Theaterstück Atropa. Die Rache des Friedens. An der Bayerischen Staatsoper übernahm sie in der Spielzeit 2017/18 die neu geschaffene Schauspielrolle de „Frau“ in Axel Ranischs Inszenierung der Haydn-Oper Orlando Paladino. 
Herz wirkte seit Ende der 1980er Jahre in zahlreichen Kino- und Fernsehproduktionen mit, wo sie u. a. mit Richard Blank, Claudia Prietzel, Zoltan Spirandelli, Thomas Bohn, Marco Serafini, Ilse Hofmann, Hannu Salonen, Ben Venbong und Connie Walther drehte.
In Pia Frankenbergs Kinofilm Nie wieder schlafen (1992), eine Geschichte über drei Freundinnen, die Berlin nach dem Mauerfall erkunden, spielte Herz an der Seite von Lisa Kreuzer und Christiane Carstens; der Film wurde 2019 in der Berlinale-Retrospektive Selbstbestimmt. Perspektiven von Filmemacherinnen gezeigt. Eine Serienhauptrolle hatte sie als Charlotte Reuter in der 13-teiligen Sat1-TV-Serie Freunde wie wir (1997) über eine Hamburger Freundesclique. Außerdem war sie in zahlreichen TV-Serien (ZDF, Sat1, ARD) in Episodenrollen zu sehen. Im Lena Odenthal-Tatort: Leonessa (Erstausstrahlung: März 2020) übernahm sie eine Nebenrolle als Kneipenwirtin Hanne Schilling.
Herz ist Dozentin für Darstellendes Spiel und Ballett an der Humboldt-Universität und der TU Berlin.
Herz, die auch eine Ausbildung als Aquafitnesstrainerin hat, lebt in Berlin.

## Filmografie (Auswahl)
- 1992: Nie wieder schlafen (Kinofilm)
- 1993: Happy Holiday: Der Star (Fernsehserie, eine Folge)
- 1993: Die 1003. Nacht (Fernsehfilm)
- 1996: Doppelter Einsatz: Wunder auf Bestellung (Fernsehserie, eine Folge)
- 1996: Kinder ohne Gnade (Fernsehfilm)
- 1997: Rosamunde Pilcher – Stunden der Entscheidung (Fernsehreihe)
- 1997: Freunde wie wir (Fernsehserie, Serienrolle)
- 1997: Für alle Fälle Stefanie: Verletzungen (Fernsehserie, eine Folge)
- 1998: Kein Mann für eine Nacht (Fernsehfilm)
- 1999: Einsatz Hamburg Süd: Bannmeile (Fernsehserie, eine Folge)
- 2000: Verbotenes Verlangen – Ich liebe meinen Schüler (Fernsehfilm)
- 2000: Das Herz des Priesters (Fernsehfilm)
- 2000: Rosa Roth – Tod eines Bullen (Fernsehreihe)
- 2001: In aller Freundschaft: Spätfolgen (Fernsehserie, eine Folge, Staffel 4: Folge 19)
- 2001: Polizeiruf 110: Angst (Fernsehreihe)
- 2002: Schlosshotel Orth: Wahre Liebe (Fernsehserie, eine Folge)
- 2003: Wolffs Revier: Der dritte Mann (Fernsehserie, eine Folge)
- 2004: Großstadtrevier: Tote Liebe (Fernsehserie, eine Folge)
- 2004: Zwei Männer und ein Baby (Fernsehfilm)
- 2004: Liebe ist die beste Medizin (Fernsehfilm)
- 2007: KDD – Kriminaldauerdienst: Auf schmalem Grat (Fernsehserie, eine Folge)
- 2010: SOKO Leipzig: Das Geisterhaus (Fernsehserie, eine Folge)
- 2010, 2015: SOKO Wismar (Fernsehserie, zwei Folgen)
- 2011: Frontalwatte
- 2011: Go West – Freiheit um jeden Preis (Fernsehfilm)
- 2019: Ein ganz normaler Tag (Kinofilm)
- 2020: Tatort: Leonessa (Fernsehreihe)
- 2021: Stralsund: Das Manifest (Fernsehreihe)
- 2021: Die Heiland – Wir sind Anwalt: Die Waffe im Müll (Fernsehserie, eine Folge)
- 2022: Wendehammer: Wer Wind sät (Fernsehserie, eine Folge)
- 2024: Jenseits der Spree: Tod in der Königsheide (Fernsehserie, eine Folge)